# Kaspar Andreas von Elmendorff

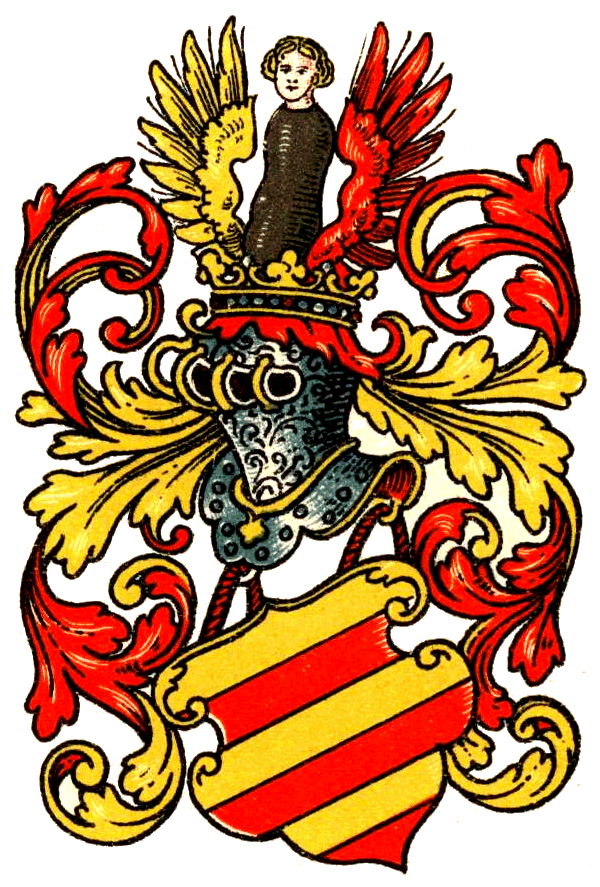
Wappen der Freiherren von Elmendorff

Kaspar Andreas Freiherr von Elmendorff (* 9. April 1658 in Füchtel, heute Ortsteil von Vechta; † 24. März 1730 in Lübeck) war ein katholischer Domherr im überwiegend lutherischen Domkapitel in Lübeck.

## Leben
Schon im Alter von 10 Jahren erhielt Kaspar Andreas von Elmendorff am 4. Mai 1668 die Anwartschaft auf eine Domherrnstelle im Lübecker Domkapitel. Durch die Normaljahr-Regelung standen den Katholiken vier von 30 Domherrenstellen zu. 1679 erhielt er auch ein Kanonikat im Stift St. Alexander in Wildeshausen. Nach dem Ablauf seines Residenzjahres in Wildeshausen wurde er 1681 in Münster zum Subdiakon geweiht. 1683 begann er seine zunächst einjährige Residenz in Lübeck; nach einigen Jahren in Wildeshausen zog er 1697 ganz nach Lübeck. 1700 empfing er in Hildesheim durch Bischof Jobst Edmund von Brabeck als Apostolischem Vikar des Nordens am 30. Mai die Diakonen- und am 5. Juni die Priesterweihe. Am 4. September 1705 wurde er von Kaiser Josef I. zum Kaiserlichen Rat ernannt. Er war zuletzt Senior des Domkapitels.
Bei der Bischofswahl nach dem Tod von Fürstbischof August Friedrich von Schleswig-Holstein-Gottorf 1705, die von einer militärischen Auseinandersetzung und zu Weihnachten 1705 von der Belagerung und Besetzung von Schloss Eutin durch die Dänen begleitet war, gehörte Elmendorff zur letztlich unterlegenen Partei im Kapitel, die den dänischen Koadjutor, Prinz Carl von Dänemark (* 26. Oktober 1680; † 8. August 1729), einen jüngeren Bruder des dänischen Königs Friedrich IV. unterstützte. Durch diplomatisches Eingreifen der englischen Königin Anne sowie der Generalstaaten und nach Zusicherung einer Rente wurde dieser jedoch zur Aufgabe seines Anspruches gebracht, so dass der Kandidat der gottorfischen und mit Schweden verbündeten Partei Christian August von Schleswig-Holstein-Gottorf die Nachfolge antreten konnte. Endgültig beigelegt wurde die Auseinandersetzung erst nach Abschluss der Altranstädter Konvention, als Christian August 1709 vom Kaiser mit dem Hochstift Lübeck belehnt wurde.

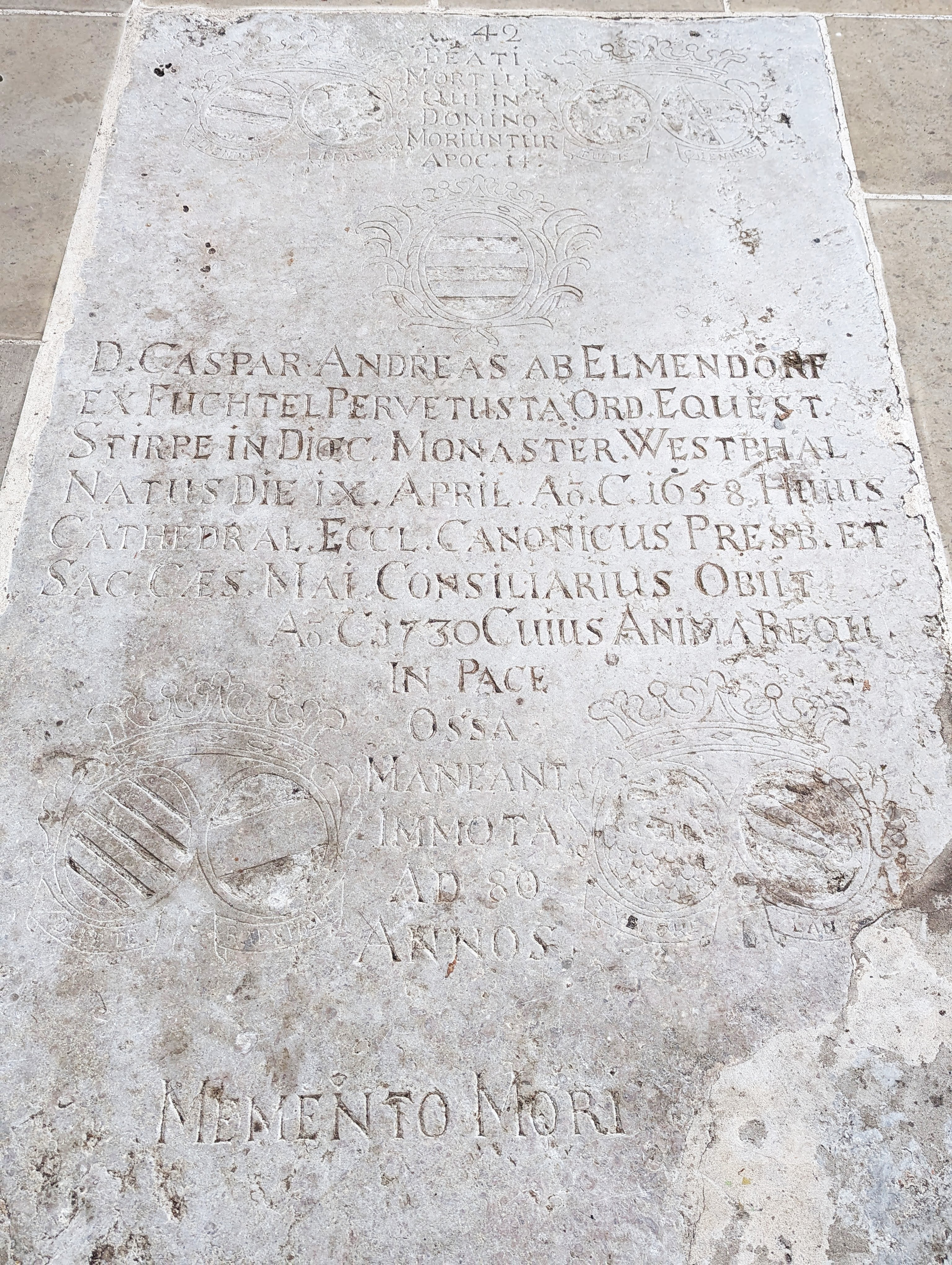
Grabplatte im Lübecker Dom

Sein Grab, dessen Inschrift ihn als huius cathedralis ecclesiae canonicus presbyter et sacerdos beschreibt, befindet sich im südlichen Chorumgang des Lübecker Doms. Er vermachte der unter kaiserlichem Schutz stehenden katholischen Kapelle in Lübeck seinen Kelch und silberne Messkännchen mit Teller. Davon ist der Teller, der sein Wappen trägt, bis heute erhalten. Die Kapelle befand sich am Anfang des 18. Jahrhunderts in der Kurie von Elmendorffs.